# Johnson City (Tennessee)
Johnson City is een plaats (city) in de Amerikaanse staat Tennessee, en valt bestuurlijk gezien onder Carter County, Sullivan County en Washington County.

## Demografie
Bij de volkstelling in 2000 werd het aantal inwoners vastgesteld op 55.469.
In 2006 is het aantal inwoners door het United States Census Bureau geschat op 59.866, een stijging van 4397 (7.9%).

## Geografie
Volgens het United States Census Bureau beslaat de plaats een oppervlakte van
102,5 km², waarvan 101,7 km² land en 0,8 km² water. Johnson City ligt op ongeveer 524 m boven zeeniveau.

## Plaatsen in de nabije omgeving
De onderstaande figuur toont nabijgelegen plaatsen in een straal van 12 km rond Johnson City.